# 2004年アテネオリンピックのフィンランド選手団
2004年アテネオリンピックのフィンランド選手団（2004ねんアテネオリンピックのフィンランドせんしゅだん）は、2004年8月13日から8月29日にかけてギリシャの首都アテネで開催された2004年アテネオリンピックのフィンランド選手団、およびその競技結果。

## 概要
今大会は銀メダル2個を獲得した。

## メダル
| メダル | 選手名                   | 競技       | 種目                     |
| ------ | ------------------------ | ---------- | ------------------------ |
| 銀     | マルコ・ユリハンヌクセラ | レスリング | 男子グレコローマン74kg級 |
| 銀     | マルコ・ケンパイネン     | 射撃       | 男子スキート             |